# Tiên Nha
Tiên Nha là một xã thuộc huyện Lục Nam, tỉnh Bắc Giang, Việt Nam.

## Diện tích, dân số
Xã Tiên Nha có diện tích 10,72 km², dân số năm 1999 là 3626 người, mật độ dân số đạt 338 người/km².